# Eskbank House
Eskbank House ist eine Villa in der schottischen Stadt Dalkeith in der Council Area Midlothian. Sie wurde im Jahre 1794 für den Geistlichen des Parishs Newbattle erbaut. 1971 wurde das Bauwerk in die schottischen Denkmallisten in der höchsten Kategorie A aufgenommen.

## Beschreibung
Die Villa liegt am Glenesk Crescent am Nordrand der heute zu Dalkeith gehörigen Ortschaft Eskbank. Rund 50 m nördlich verläuft der North Esk. Das zweistöckige Eskbank House ist im Georgianischen Stil gestaltet. Die nordexponierte Frontseite des annähernd quadratischen Gebäudes ist fünf Achsen weit. Die mittige Eingangstüre ist mit dorischen Säulen und gekehltem Architrav gestaltet. Die Holztüre schließt mit einem reich ornamentierten, halbrunden Kämpferfenster. Eine ausladende Vortreppe mit schmiedeeisernem Geländer führt zum Eingang hinauf.
Die restlichen Fassaden sind ebenso wie die Frontseite mit Sprossenfenstern gestaltet. Sie sind jedoch nur jeweils drei Achsen weit. An der Südseite tritt eine Auslucht mit halbkonischem Dach halbrund hervor. Die Villa schließt mit einem schiefergedeckten Plattformdach. Die Gebäudekanten sind mit bossierten Ecksteinen abgesetzt.